# Grégory Coupet
Grégory Coupet (født 31. december 1972 i Le Puy-en-Velay, Frankrig) er en fransk tidligere professionel fodboldspiller, der sidste spillede for den franske Ligue 1-klub Paris Saint-Germain. Han skiftede til Paris SG i sommeren 2009 fra Atlético Madrid, men er ellers mest kendt for sin årrække hos Olympique Lyon. Med Lyon vandt han, mellem 2002 og 2008, syv mesterskaber i træk.
I den mere kuriøse afdeling, udmærkede Coupet sig i en gruppekamp i Champions League i 1999 mod FC Barcelona ved, liggende i luften, at heade en tilbagelægning fra Caçapa op på overliggeren, hvorefter han refleksredede den efterfølgende afslutning fra Rivaldo

## Landshold
Coupét har desuden i en årrækket været inde omkring Frankrigs fodboldlandshold, dog i en lang periode som andetvalg efter Fabien Barthez. Han deltog som reserve ved VM i 2002, EM i 2004 og VM i 2006, inden han efter Barthez' landsholdsstop omsider var førstevalg til EM i 2008. Han var også med i truppen, der vandt Confederations Cup 2001.

## Titler
Ligue 1
- 2002, 2003, 2004, 2005, 2006, 2007 og 2008 med Olympique Lyon

Confederations Cup
- 2001 med Frankrig